# Корнале и Бастида
Корна̀ле и Бастѝда (на италиански: Cornale e Bastida, на местен диалект: Curnà e Bastia, Курна е Бастия) е община в Северна Италия, провинция Павия, регион Ломбардия. Административен център е село Корнале (Cornale), което е разположено на 74 m надморска височина. Населението на общината е 871 души (към 2017 г.).
Общината е създадена в 1 януари 2014 г. Тя се състои от двете предшествуващи общини Корнале и Бастида де' Доси, които сега са най-важните центрове на общината.